# Culumana parvula
Culumana parvula är en insektsart som beskrevs av Delong 1984. Culumana parvula ingår i släktet Culumana och familjen dvärgstritar. Inga underarter finns listade i Catalogue of Life.